# Ferenc Szabadváry
Ferenc Szabadváry, né le 1er septembre 1923 à Kőszeg et mort le 21 mai 2006 à Budapest, est un historien des sciences hongrois.

## Biographie
Né dans la commune hongroise de Kőszeg le 1er septembre 1923, fils aîné d'une aisée famille propriétaire d'une usine de savon, il a trois autres frères. Il effectue des études d'ingénierie chimique à l'université polytechnique royale József de Budapest. Lors de la dernière année de sa formation, sa promotion est déplacée à Dresde et subit le bombardement aérien de la ville. En 1949, il accepte un poste d'enseignant assistant à l'Institut de chimie générale de ladite Université Polytechnique. La même année, l'usine familiale est nationalisée par le gouvernement. Il devient enseignant titulaire en 1972. À partir de ce moment, son domaine d'intérêt s'éloigne de la chimique analytique pour se tourner vers l'histoire de celle-ci. Il sera aussi directeur général du Musée National de Sciences et Technologies de Budapest pendant 22 ans. Il meurt en 2006.

## Travaux
Les premiers travaux historiques de Szabadváry prennent la forme de biographies de divers chimistes hongrois, mais il évolue ensuite vers une histoire disciplinaire de la chimie analytique, domaine dans lequel il est pionnier. Il se penche particulièrement sur les découvertes touchant aux terres rares. Il est l'auteur de plus de 300 articles, ainsi que d'une Histoire de la Chimie Analytique (Az analitikai kemia modszereinek kialakulasa en hongrois), qui est publiée en 1960 et qui sera traduite en anglais et en allemand 6 ans plus tard. En 1972, il publie Than Karoly, une biographie de Károly Than, puis en 1973 Antoine-Laurent Lavoisier, der Forscher und seine Zeit, 1743-1794, biographie d'Antoine Lavoisier.

## Activités éditoriales
Szabadváry  prend en charge l'édition des revues de l'Université polytechnique, Periodica Polytechnica, et de la publication du musée, Technikatorteneti Szemele. Sa participation s'étendra aussi aux conseils d'administrations des revues internationales Journal of Thermal Analysis et Journal for Radioanalytical Chemistry.

## Distinctions
Le parcours de Szabadváry lui vaut de multiples reconnaissances nationales et internationales, telles que le prix Széchenyi en 1991, ainsi le prix Dexter de la American Chemical Society, le prix de Fédération de sociétés chimiques européennes (FECS, maintenant EuChemS), puis celui de la Fédération hongroise d'associations en sciences et techniques.
Szabadváry appartient aussi à diverses organisations. Il est le président du comité hongrois de l'Union internationale d'histoire et de philosophie des sciences et de la technologie et président du comité pour l'histoire des Sciences et Technologies  de l'Académie hongroise des sciences, à laquelle il appartient. Il est aussi le membre 330 de l'Académie internationale d'histoire des sciences.